# 吉氏花鱂
吉氏花鱂為輻鰭魚綱鯉齒目鯉齒亞目花鳉科的其中一種，分布於中美洲巴拿馬的淡水、半鹹水流域，體長可達6公分，棲息在沼澤、溪流的淺水處，屬雜食性，生活習性不明。

## 擴展閱讀
- 維基物種上的相關：吉氏花鱂